# Svobodná Ves
Svobodná Ves (německy Josefsdorf) je vesnice, část obce Horka I v okrese Kutná Hora. Nachází se jeden kilometr východně od Horek. Jihozápadně od osady protéká potok Čertovka, který je pravostranným přítokem řeky Doubravy.
Svobodná Ves leží v katastrálním území Horka u Žehušic o výměře 6,94 km².

## Historie
První písemná zmínka o vesnici pochází z roku 1787.

## Průmysl
Ve Svobodné Vsi č. p. 50 se vyrábí energetický nápoj Semtex.

## Pamětihodnosti
- Poplužní dvůr čp. 50

## Další fotografie

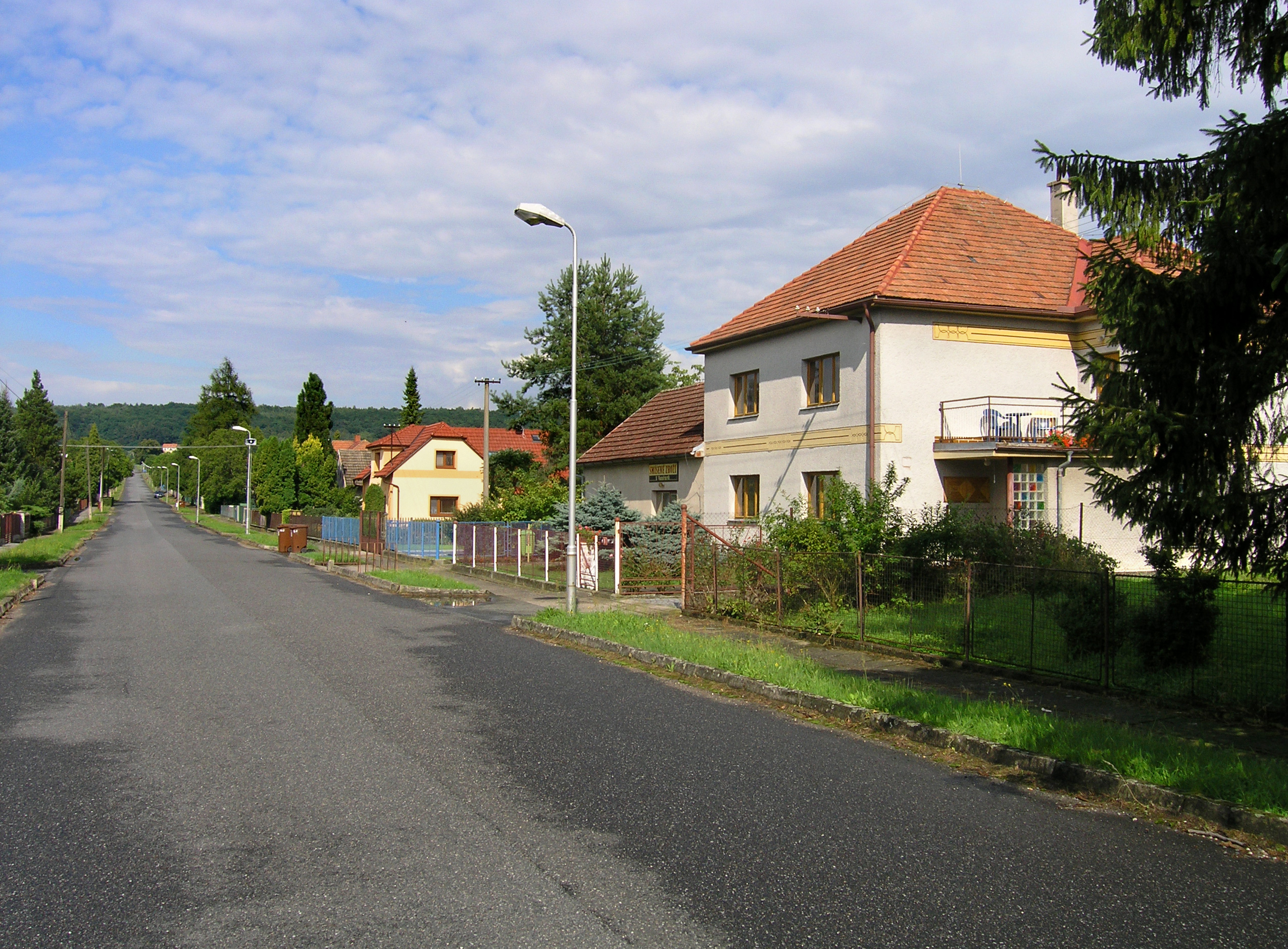
Hlavní silnice
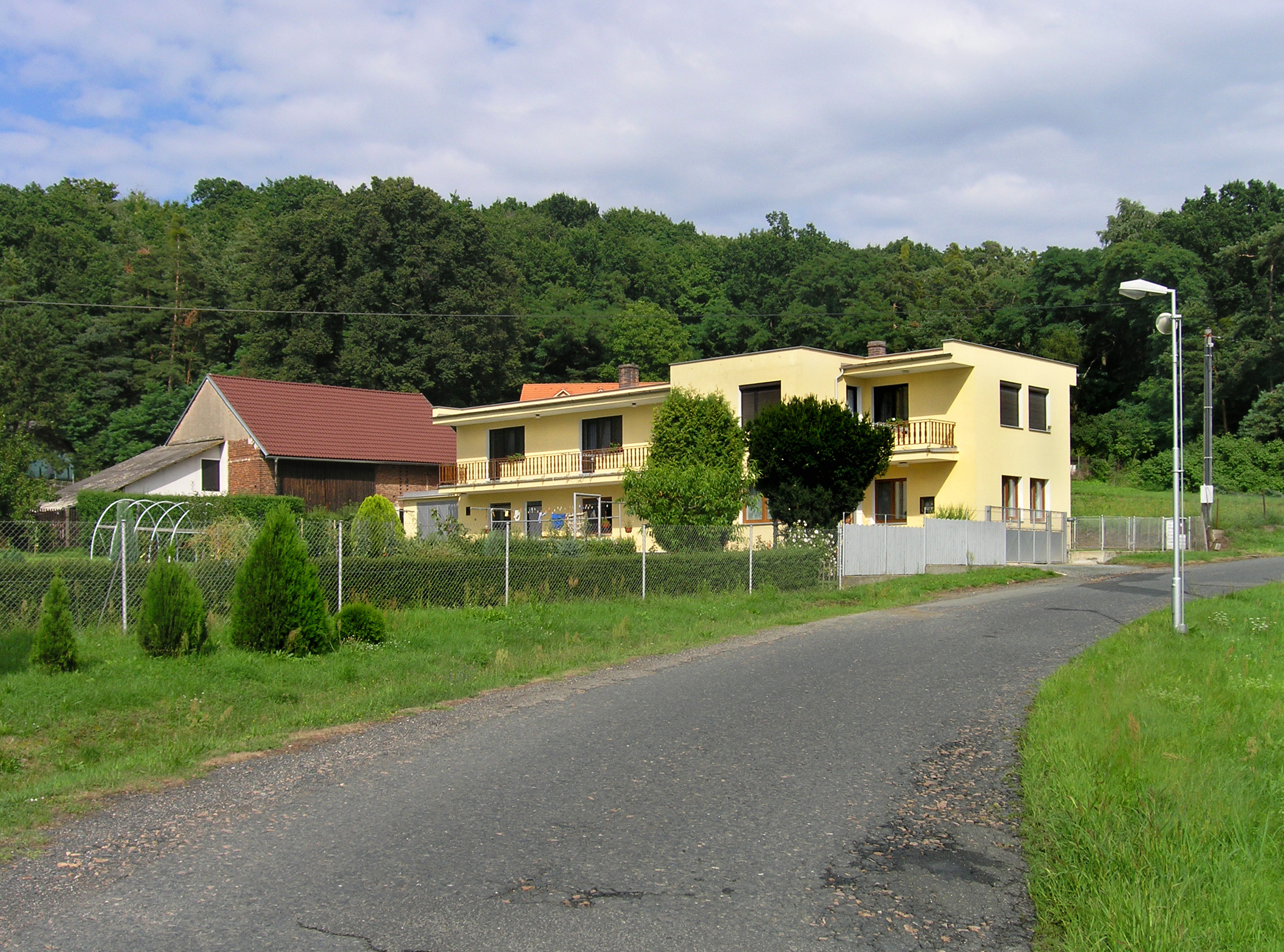
Samota na severu vesnice